# مقاطعة كيندال (إلينوي)
مقاطعة كيندال (بالإنجليزية: Kendall County)‏ هي إحدى المقاطعات في ولاية إلينوي في الولايات المتحدة الأمريكية.